# Papilio echerioides
Papilio echerioides е вид пеперуда от семейство Лястовичи опашки (Papilionidae). Видът не е застрашен от изчезване.

## Разпространение и местообитание
Разпространен е в Ангола, Демократична република Конго, Етиопия, Замбия, Зимбабве, Кения, Малави, Мозамбик, Нигерия, Свазиленд, Танзания, Уганда, Южен Судан и Южна Африка (Източен Кейп, Квазулу-Натал, Лимпопо и Мпумаланга).
Обитава гористи местности и плата в райони с умерен климат.